# Ozero Dubok
Ozero Dubok (ryska: Озеро Дубок) är en sjö i Belarus.   Den ligger i voblasten Vitsebsks voblast, i den norra delen av landet, 200 km norr om huvudstaden Minsk. Ozero Dubok ligger 134 meter över havet. Arean är 0,22 kvadratkilometer. Den sträcker sig 0,5 kilometer i nord-sydlig riktning, och 0,9 kilometer i öst-västlig riktning.
I omgivningarna runt Ozero Dubok växer i huvudsak blandskog. Runt Ozero Dubok är det ganska tätbefolkat, med 72 invånare per kvadratkilometer.